# Bitwa pod Bieniszewem

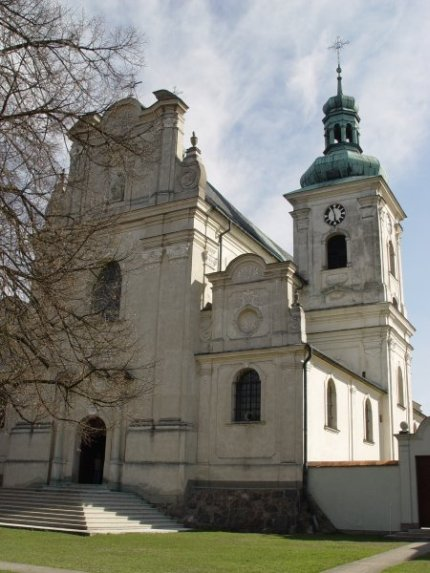
Kościół kamedulski w Bieniszewie, niemy świadek bitwy

Bitwa pod Bieniszewem – bitwa stoczona 1 marca 1863 roku pod leśną osadą Bieniszew między powstańcami styczniowymi a armią carską. Była to pierwsza z bitew powstania styczniowego na ziemi konińskiej.

## Przed bitwą
Pod koniec lutego 1863 roku do Puszczy Bieniszewskiej wkroczył oddział powstańczy dowodzony przez Kazimierza Mielęckiego. Polacy rozbili w lesie obóz niedaleko zabudowań klasztornych, oczekując na przybycie sił sojuszniczych – Antoniego Garczyńskiego, liczących przeszło 400 ludzi. Dla oczekiwanych przygotowano w Gosławicach obiad, który ostatecznie wpadł w ręce Rosjan, którzy zajęli tę miejscowość pod dowództwem majora Franza Dümmanna. Pochwycony w Gosławicach ułan, pochodzący z oddziału Mielęckiego, wydał żołnierzom armii rosyjskiej miejsce stacjonowania swojej jednostki. Żołnierze po krótkim odpoczynku ruszyli we wspomniane miejsce, nie czekając na przybycie dodatkowych sił majora Nikołaja Moskwina, które miały dołączyć do sił głównych.

## Siły stron
Oddział Kazimierza Mielęckiego liczył 180 strzelców, 80 kosynierów, dowodzonych przez Michała Zielińskiego, oraz 40 kawalerzystów. Powstańcy byli gorzej uzbrojeni niż siły nieprzyjaciela. W ich wyposażeniu znajdowały się m.in. kapiszonowe sztucery myśliwskie, gładkolufowe dubeltówki oraz przestarzała broń wojskowa.
Siły armii rosyjskiej liczyły dwie roty strzeleckie Ładoskiego Pułku Piechoty i sotnię Kozaków (razem około 400 doświadczonych i wyszkolonych żołnierzy).

## Przebieg bitwy
O godzinie 15:00 1 marca 1863 roku, niedaleko zabudowań klasztornych, doszło do pierwszej wymiany ognia pomiędzy powstańcami a armią carską. Początkowo carscy żołnierze wpadli w popłoch, ponieważ nastąpił atak przybyłej ze wsparciem powstańczej kawalerii dowodzonej przez Władysława Miśkiewicza. Szarża została odparta przez nadciągające dodatkowe siły rosyjskie. Celny ogień polskich strzelców zniechęcił jednak Rosjan do natarcia. Polacy zdołali utrzymać pozycje m.in. dzięki kolejnej szarży konnicy. Po kilku godzinach armia carska, w ogromnym nieporządku, wycofali się w kierunku Gosławic. Ze względu na nadciągających z Gosławic żołnierzy majora Moskwina powstańcy nie podjęli dalszego pościgu za wycofującymi się zołnierzami. Polacy, w pełnym porządku, zajęli pobliskie zabudowania klasztorne.

## Straty
W bitwie pod Bieniszewem zginęło przynajmniej czterech powstańców (byli to mężczyźni w wieku 23, 30, 36 i 38 lat). Pierwszy z nich poległ niedaleko kościoła klasztornego, a pozostali trzej przy Kolonii Bieniszew. Wśród poległych wymienia się: Rybińskiego, Suligowskiego oraz Kozłowskiego (ucznia Szkoły Głównej w Warszawie). Według ustnej tradycji przekazanej przez Wandę Mańkowską armia carska po bitwie pod Bieniszewem miała dodatkowo rozstrzelać na dziedzińcu klasztornym wziętych do niewoli czterech innych powstańców. W 1953 roku podczas prac remontowych odnaleziono wykop z czterema szkieletami, przy których znaleziono dwa srebrne medaliki religijne, kawałek szynela i ostrogę. Znalezisko uznaje się za potwierdzające w pewnym stopniu ustną tradycję.
Straty nieprzyjaciela były większe. Poległo 27 carskich żołnierzy, a przynajmniej jeden został ranny.

## Badania archeologiczne
W latach 2013 i 2014 przeprowadzono badania archeologiczne na terenie Bieniszewa i przyległych do niego terenów. Dzięki zaangażowaniu ponad 60 osób udało się odnaleźć ślady bitwy, m.in. kilkadziesiąt guzików, pocisków czy kul. Ponadto, oprócz znalezisk z 1863 roku, stwierdzono obecność stanowiska z czasów kultury łużyckiej, a także odkryto fibulę brązową kultury przeworskiej, berdysz żelazny z XVI-XVII wieku, średniowieczną ostrogę oraz depozyt z czasów II wojny światowej.

## Upamiętnienie
- W 2023 roku wydany został tomik wierszy Tomasza Jankowskiego pt. „W krwawym polu srebrne ptaszę”. Autor opisał w nim m.in. dzieje powstania styczniowego na ziemi konińskiej. Jeden z wierszy, o nazwie: „Pod bieniszewskim eremem – 1.03.1863 r.”, poświęcił tytułowej bitwie[4].
- Z okazji 160 rocznicy wybuchu powstania styczniowego Muzeum Okręgowe w Gosławicach zorganizowało wystawę dotyczącą powstańczego zrywu. Wśród wymienionych i opisanych bitew znalazła się również bitwa pod Bieniszewem[5].